# Безгільзовий набій

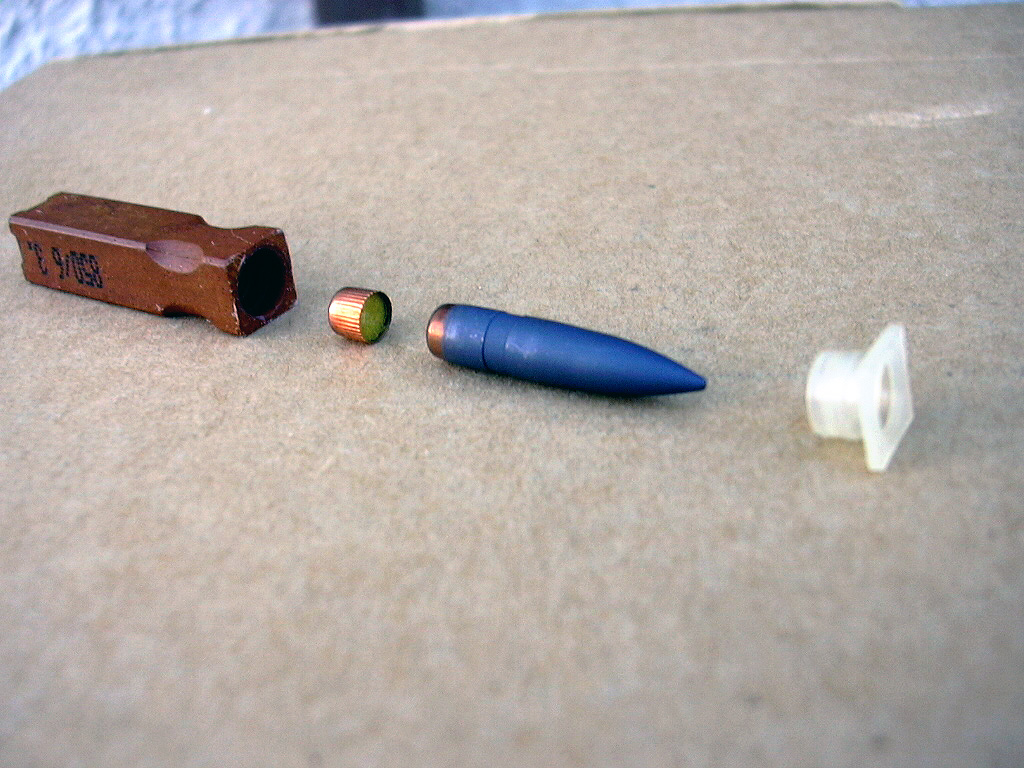
Безгільзовий набій калібра 4,7×33 мм у розібраному вигляді. Куля повністю занурюється в пороховий заряд і закупорюється білою пластмасовою пробкою.

Безгільзовий набій — набій для зброї, який не має гільзи як компонента. Безгільзовий патрон має цілу низку переваг. Відмова від гільзи, вага якої зазвичай становить практично половину ваги патрона, дозволяє полегшити боєкомплект (або, при збереженні колишньої ваги, значно збільшити його обсяг), а також гарантовано уникнути затримок в стрільбі, пов'язаних з деформацією гільзи при заряджанні. Крім того, спрощується конструкція і, як наслідок, підвищується надійність зброї, оскільки зникає необхідність в екстрагуванні гільзи. Відсутність витрат часу на цю операцію дозволяє збільшити швидкострільність; крім того, повністю виключається можливість розривів або заїдань гільзи під час екстракції.
Однак створення надійного і ефективного безгільзового патрона виявилося технічно складним завданням. У сучасному патроні гільза в першу чергу є специфічною тарою, яка захищає пороховий заряд від впливу зовнішнього середовища (намокання, окислення киснем повітря тощо), передчасного займання у казеннику, стінки якого розжарені попередніми пострілами, а також оберігає від прориву порохових газів через затвор при пострілі. Відмова від гільз означала, що ці проблеми необхідно вирішувати іншими способами.

## Набої з гільзами які згоряють
| Специфікація набоя                 | Довжина, мм | Вага кулі, г | Вага гільзи, г | Вага порохового заряду, г | Вага капсуля, г |
| ---------------------------------- | ----------- | ------------ | -------------- | ------------------------- | --------------- |
| Безгільзовий набій калібру 7.62 мм | 53.00       | 9.33         | 0.00           | 2.92                      | 0.06            |
| 7.62 mm NATO                       | 71.05       | 9.33         | 12.31          | 2.72                      | 0.32            |

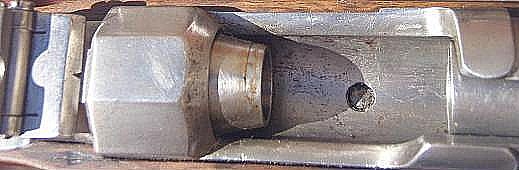
Гвинтівка Дрейзе, модель 1849. Застосування унітарного паперового патрона і ковзного затвора збільшило швидкість стрільби; прорив газів усувається насуванням конічної виїмки переднього кінця затвора на задній обріз ствола.

На початку ери вогнепальної зброї застосовувалися патрони з паперовими гільзами, які при пострілі згоряли. Однак незважаючи на дешевизну і легкість, такі патрони страждали численними недоліками — в першу чергу низькою надійністю через те, що папір може пропускати вологу, схильністю до деформації при заряджанні, проривом порохових газів при пострілі.
На сьогоднішній день до масового застосування доведені тільки артилерійські постріли з гільзою яка частково згоряє (постріли до радянських танкових гармат У-5тс, Д-68, Д-81ТМ): корпус гільзи згорає при пострілі разом з пороховим зарядом, залишаючи тільки металевий піддон, який виконує функцію обтюрації і легко екстрагується з ствола після пострілу.
Слід також згадати гармати картузного типу, які, строго кажучи, не використовують унітарний патрон і є гарматами роздільного заряджання.

## Розміщення метального заряду у тілі снаряда

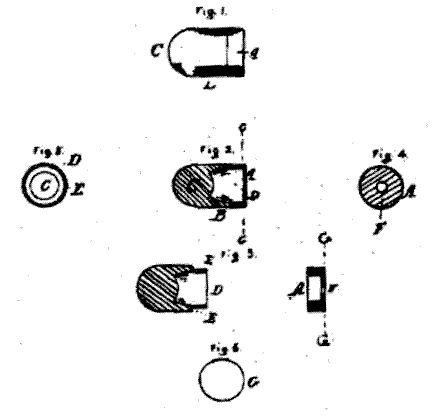
Перший безгільзовий набій Rocket Ball (1848 р.). Порожниста куля одночасно виконує функцію гільзи.

Вперше безгільзові набої, в яких пороховий заряд розміщувався всередині порожнистої кулі, з'явилися в середині XIX століття в США разом з багатозарядним пістолетом «Волканік». Однак вони яскраво висвітлили загальний недолік патронів такого типу: всередині метального снаряду розміщується мала кількість пороху, через що вони не відрізняються високою потужністю. Як результат, особливого поширення вони не отримали.
Розробники стрілецької зброї повернулися до цієї ідеї під час Другої Світової війни. У Третьому рейху були розроблені пістолетні патрони безгільзового типу, але знову-таки вони не були запущені у виробництво. У 1970-х роках чергова спроба була зроблена італійськими зброярами, які створили пістолет-кулемет Benelli CB M2 який використовує 9 мм безгільзові пістолетні патрони, які за потужністю перевершують стандартні 9 × 19 мм Парабелум. Однак на той час інтерес до пістолетів-кулеметів було в цілому втрачено, так як в обіг увійшли штурмові гвинтівки під проміжний патрон.
Безгільзові боєприпаси з зарядом в задній частині корпусу використовувала японська авіаційна гармата Ho-401, але її снаряди мали невисоку балістику і застосовувалися лише з невеликих відстаней по наземних цілях
Незважаючи на основний недолік схеми з розташуванням метальної заряду в корпусі снаряда — малу потужність порохового заряду, — вона знайшла своє застосування там, де вимоги до початкової швидкості снаряда невеликі: в мінометах. Деякі гранатомети — ручні, підствольні (ГП-25, ГП-30) і автоматичні («Балкан») — також використовують цей принцип: в задній частині гранати сформована порожнина з метальним зарядом, при згорянні якого порохові гази виходять через отвори в її донці. Основною вражаючою дією снарядів в цих випадках є осколково-фугасна, а не кінетична, а метальний заряд лише забезпечує доставку снаряда до цілі.

## Безгільзовий патрон калібру 4,7×33 мм
У 1970-ті роки в Німеччині була створена гвинтівка HK G11 з незвичайним безгільзовим патроном у якого згорає капсуль — куля вставлялася в прямокутний блок з пресованої нітроцелюлози. За вагою та розміром (8 × 8 × 33 мм) він був приблизно вдвічі менше стандартного патрона 5,56 × 45 мм. Для цього було розроблено метальна речовина на основі нітраміну, що мало високу температуру займання і дозволяла пресувати з нього патронні блоки довільної форми. Зовні патрон був вкритий речовиною, яка згорає при пострілі, що захищала порох від вологи і самозаймання — але, як виявилося, в недостатній мірі. Платою за це стала чутливість до температури навколишнього середовища — при температурі нижче нуля за Цельсієм початкова швидкість кулі значно падала. Після тривалих випробувань з'ясувалося, що при стрільбі з закритого затвора є великий ризик займання пороху від розпечених стінок патронника. Зброя була відправлена на доопрацювання; проблема з самозаймання була частково вирішена, і до початку 1990-х близько тисячі HK G11 надійшло в розпорядження бундесверу.
Однак після об'єднання Німеччини фінансові труднощі, з якими зіткнувся німецький уряд, змусили його скоротити фінансування багатьох військових програм і скасувати програму переходу армії бундесверу на новий боєприпас. Також однією з причин відмови від цього боєприпасу стала проблема обтюрації порохових газів, так повністю і не вирішена конструкторами. Це призвело до зниження ресурсу ствола до 4000 пострілів (у АК цей ресурс становить 12000 пострілів, по гарантії заводу-виробника), що зробило зброю під цей патрон дуже дорогою ще й в плані експлуатації (ствол — найдорожча деталь).
У 1990-х роках подібні безгільзові патрони (Voere VEC-91) пропонувалися для гвинтівки з поздовжньо-поворотним затвором, але з системою електронного запалення (що дозволяє відмовитися від легкозаймистого капсуля, тим самим значною мірою вирішуючи цю проблему), але у зв'язку з незвичністю популярності не отримали.